# Lágrimas y Gozos
A Lágrimas y Gozos  (magyarul könnyek és öröm) a spanyol Ska-P hetedik albuma. 2008. október 7-én jelent meg.

## Számok
1. "Ni Fu Ni Fa" – 3:19
2. "El Libertador" – 4:34
3. "Crimen Sollicitationis" – 4:50
4. "Fuego y Miedo" – 3:42
5. "La Colmena" – 4:22
6. "Gasta Claus" – 3:21
7. "El Imperio Caerá" – 3:20
8. "Los Hijos Bastardos de la Globalización" – 4:41
9. "Vándalo" – 3:49
10. "El Tercero de la Foto" – 3:50
11. "Decadencia" – 3:39
12. "Qué Puedo Decir" – 4:06
13. "Wild Spain" – 4:23

## Külső hivatkozások
- Ska-P hivatalos weblapja